# Mošnov
Mošnov (in tedesco Engelswald) è un comune della Repubblica Ceca facente parte del distretto di Nový Jičín, nella regione della Moravia-Slesia.